# Gampong Cot (Sakti)
Gampong Cot is een bestuurslaag in het regentschap Pidie van de provincie Atjeh, Indonesië. Gampong Cot telt 274 inwoners (volkstelling 2010).